# عوض زکا
عوض زکا (انگلیسی: Awad Zakka) بازیکن والیبال اهل لیبی بود. وی در بازی‌های المپیک تابستانی ۱۹۸۰ حضور داشته است.